# Turfstekers-Drachten
VC Drachten, vroeger Turfstekers-Drachten, is een Nederlandse volleybalclub uit Drachten die op 10 juni 1999 is ontstaan uit een fusie van volleybalverenigingen Drachten en Turfstekers.
VC Drachten heeft zo'n 200 leden. Er spelen zes damesteams, één herenteam en vijf jeugdteams zijn op verschillende niveaus actief in competitieverband. Dertig kinderen spelen volleyballers als de CMV'ers. Bij VC Drachten kan ook op recreatief niveau gevolleybald worden. 

## Wedstrijden
De wedstrijden worden gespeeld op donderdag voor alle teams, behalve heren 1, dames 1, meisjes MA1 en meisjes MB1. Deze spelen over het algemeen op zaterdag. De wedstrijden op donderdag vinden plaats in Sportcentrum Drachten. De wedstrijden op de zaterdag vinden plaats in Sporthal de Drait.

## Seizoen 2008-2009
Nadat beide prestatieteams waren vertrokken, moest er een nieuw heren en dames 1 gevormd worden. Deze hebben zich dit jaar kunnen handhaven en heren 1 is kampioen geworden en gepromoveerd.